# German Michailowitsch Kreps
German Michailowitsch Kreps (russisch Герман Михайлович Крепс; * 30. Apriljul. / 12. Mai 1896greg. in St. Petersburg; † 25. März 1944) war ein russisch-sowjetischer Geobotaniker, Zoologe und Ethnograph.

## Leben
Kreps war das älteste von vier Kindern des jüdischen Arztes Michail Kreps, zu dessen Patienten viele Prominente gehörten. Kreps besuchte wie dann auch sein Bruder Jewgeni die von Fürst Wjatscheslaw Nikolajewitsch Tenischew 1898 gegründete Tenischew-Schule, die 1900 als Handelsschule anerkannt wurde. Darauf begann Kreps das Studium am Land- und Forstwirtschaftsinstitut Nowa Aleksandria. Er studierte bei Andrei Alexandrowitsch Grigorjew, auf dessen Empfehlung er sich an der Untersuchung der Torfmoore des Gouvernements Wladimir beteiligte. Mit den Ergebnissen verfasste er einen Aufsatz über die Struktur und das Leben der Moore.
Nach der Oktoberrevolution schlug der Bodenkundler Nikolai Iwanowitsch Prochorow dem jungen Wissenschaftler Kreps vor, den agronomischen Dienst der Arbeitsgruppe für Bodenkunde und Botanik der Murmanbahn zu leiten. 1922 richtete Kreps einen Landwirtschaftspunkt ein am Ufer des Imandra nicht weit von der Chibinen-Station. Nach einiger Zeit wurde dieser Punkt in die Polarabteilung des von Nikolai Iwanowitsch Wawilow geleiteten Allunionsinstituts für Pflanzenzucht (POWIR) umgewandelt.
1923 wurde Kreps Mitarbeiter der von A. A. Kluge geleiteten Biologischen Station Murmansk und nahm sogleich an der Wissenschafts- und Wirtschaftsnordexpedition teil. Ihm gelang es, eine reichhaltige Sammlung von Materialien zum Leben und Arbeiten der einheimischen Bevölkerung der Halbinsel Kola mit ihren Traditionen anzulegen. Er sammelte Pflanzen der arktischen Flora zur Auffüllung von Herbarien. Er beschrieb dies alles in seinem Buch über die Reise nach Mittellappland mit der Beschreibung der Natur, des Klimas, der Landschaft und der geologischen Struktur dieser Polarregion. Im Herbst 1924 leitete er die Expedition der Biologischen Station Murmansk am bisher unerforschten Imandra. Anhand von Tiefenmessungen wurde eine detaillierte bathymetrische Kartierung des Sees durchgeführt. Bei der geobotanischen Kartierung stützte er sich nicht auf Vegetationsmerkmale, sondern auf geomorphologische Merkmale. Die Ergebnisse veröffentlichte er in einem ausführlichen Bericht. Bei seinen Arbeiten auf der Halbinsel Kola wurde er mit Alexander Jewgenjewitsch Fersman bekannt, dessen Assistent und Freund er wurde.
1925 wurde die Wissenschafts- und Wirtschaftsnordexpedition in das Institut für Erforschung des Nordens umgewandelt, in dem Kreps nun arbeitete. Er unternahm Fahrten mit Forschungsschiffen der Biologischen Station. Er untersuchte die Periodizität der Temperaturschwankungen des Golfstroms und die damit verbundenen Probleme der Eisbildung.
1927 wies Kreps in einem Vortrag über Lappland auf der Tagung der Geographischen Gesellschaft auf die möglichen Schäden der Flora und Fauna durch die industrielle Nutzung hin. 1928 sprach er im wissenschaftlichen Rat der Akademie der Wissenschaften der UdSSR (AN-SSSR, seit 1991 Russische Akademie der Wissenschaften (RAN)) die Situation der wilden Rentiere an. Später schlug er die Einrichtung eines Naturschutzgebietes vor, um eine ganze geographische Landschaft in ihrer Natürlichkeit zu erhalten. 1930 wurde in der Oblast Murmansk das Lappland-Naturschutzgebiet in der Montschetundra und Tschunatundra eingerichtet, dessen Direktor Kreps wurde. Dank seiner Bemühungen erholte sich die Biberpopulation auf der Halbinsel Kola und verbreitete sich im ganzen Land. Während des Großen Terrors wurde Kreps 1936 von den örtlichen Behörden zunehmend drangsaliert, die persönlichen Mittel wurden ihm gestrichen, und ein wissenschaftlicher Mitarbeiter wurde zum Direktor ernannt. Freunde rieten Kreps dringend abzureisen, um dem Gulag zu entgehen.
Ab 1937 arbeitete Kreps im Altai-Naturreservat und wurde wissenschaftlicher Vizedirektor. Er untersuchte weiter Flora und Fauna nun im Altai und unternahm einige Expeditionen im Tschulyschmanskoje-Hochland in der Republik Altai und im Abakangebirge.
Während des Deutsch-Sowjetischen Kriegs wurde Kreps Anfang 1944 Direktor des Zentralen Waldnaturschutzgebiets im südwestlichen Teil der Waldaihöhen in der Oblast Twer, in dem er seit 1939 arbeitete. Während der Evakuierung des Museums wurde er bei einem Bombenangriff schwer verletzt, was er nicht überlebte. Seine Urne wurde im Lappland-Naturschutzgebiet beigesetzt.
Am 18. August 1978 wurde bei Apatity im Lappland-Naturschutzgebiet am Ufer des Sees Tschunosero ein Kreps-Denkmal in Form eines schwarzen Obelisken errichtet.